# Svetac
Svetac (italsky Sant'Andrea in Pelago) je odlehlý neobydlený ostrov v Jaderském moři, který patří Chorvatsku. Nachází se 26 km západně od obce Komiža na ostrově Vis, pod jejíž správu spadá. Rozloha činí 4,19 km2 a pobřeží má délku 11,9 km. Vrch Kosa uprostřed ostrova dosahuje nadmořské výšky 316 metrů.
Přestože ostrov v současnosti nemá stálé osídlení, již v dobách existence Byzantské říše se zde nacházely vesnice, jejichž pozůstatky jsou patrné dodnes. Lidé žili na Svetacu až do 2. poloviny 20. století, kdy původní obyvatelstvo buď vymřelo, nebo se přestěhovalo na větší ostrovy blíž chorvatskému pobřeží. Někteří potomci původních obyvatel připlouvají na Svetac alespoň na část roku a věnují se zde zemědělství; chovu zvířat, pěstování oliv a vína. V 18. století se zde vyráběla smůla z dřeva stromů, které byly postupně vykáceny. I proto je dnes většina ostrova holá. Během druhé světové války jej bombardovalo po kapitulaci Itálie spojenecké letectvo.
Ostrov má málo přirozených zátok, které by byly chráněné před větrem a vlnobitím, přístavy zde nejsou. Lodě návštěvníků většinou kotví z jihovýchodní strany ostrova, kde se také nachází kostelík sv. Ondřeje (Sv. Andrija).
V okolí se nachází několik menších ostrůvků – na západě Kamik a (o mnoho dál, asi 22 km) Jabuka, jihovýchodně pak vulkanický ostrůvek Brusnik. Dalmatská pevnina je vzdálena 54 km.